# هانس-يورغن بيشر
هانس-يورغن بيشر (بالألمانية: Hans-Jürgen Becher)‏ هو لاعب كرة قدم ألماني في مركز الدفاع، ولد في 21 سبتمبر 1941 في غلزنكيرشن في ألمانيا. لعب مع شالكه 04.